# Télégonflage

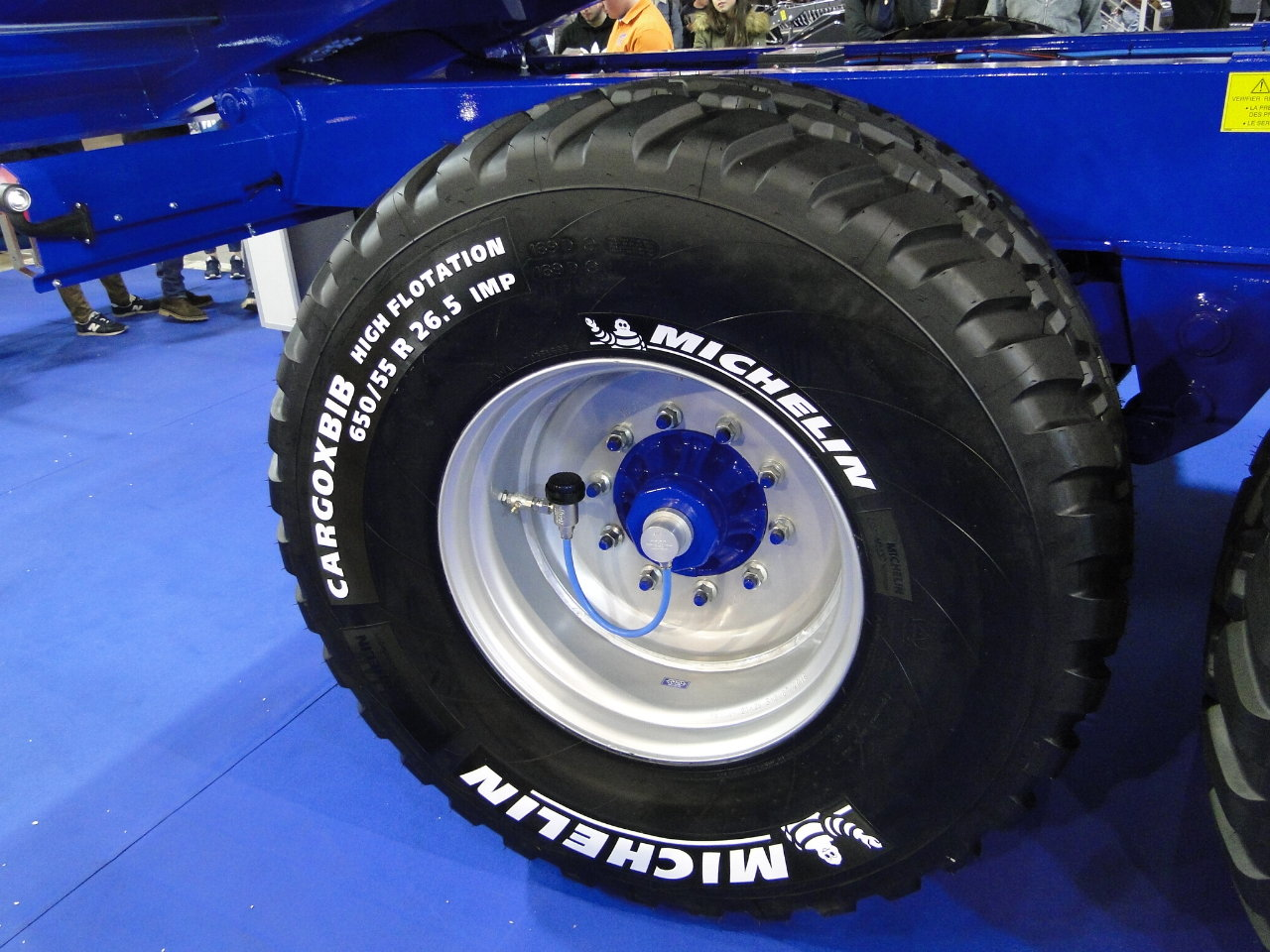
Roue de remorque agricole équipée de télégonflage

Le télégonflage est un système qui permet l'adaptation de la pression de l'air à l'intérieur des pneumatiques d'un véhicule afin d'améliorer ses performances en fonction du type de surface rencontré. Par exemple, la diminution de la pression dans un pneu va augmenter sa surface d'empreinte au sol, ce qui aura pour conséquence d'augmenter la mobilité du véhicule, la transmission de sa traction mais aussi de diminuer les dommages sur le sol, éléments notamment importants dans les usages agricoles et travaux publics. 

## Utilisations
Les systèmes de télégonflage sont utilisés dans de nombreux champs d'application Off-Road, comme dans les domaines militaires, agricoles ou construction. 

### Militaire et véhicules tout-terrain
L'utilisation du télégonflage s'avère très importante pour le franchissement de terrains très meubles ou le franchissement d'obstacles, actions pouvant être décisives dans un cadre militaire comme dans le cadre d'un rallye. Les premiers systèmes ont été conçus pour le véhicule amphibie DUKW de l'armée américaine à partir de 1942. Il a ensuite été démocratisé de nombreuses autres applications, jusque dans l'aviation où il a été testé sur l'avion de transport soviétique An-22 pour permettre un meilleur comportement sur les pistes non revêtues.  

### Agricole
L'utilisation du télégonflage dans le domaine agricole a de nombreux intérêts d'ordre de performance et d'économie. La moindre pression en champ permet principalement de gagner en transmission de la traction, mais aussi de moins tasser les sols cultivés et donc de permettre de ne pas dégrader le rendement agricole de la culture. Son utilisation principale reste pour les grandes cultures et les épandages, mais certains domaines comme la viticulture semblent pouvoir avoir de l'intérêt pour la technique.
Plusieurs grands groupes de pneumatiques ont montré leur intérêt pour ce type de solution comme Trelleborg avec un système de télégonflage intégré à la jante, et Michelin, avec un profil de pneu agricole spécifiquement dessiné pour le télégonflage.

#### Intégration sur véhicules agricoles

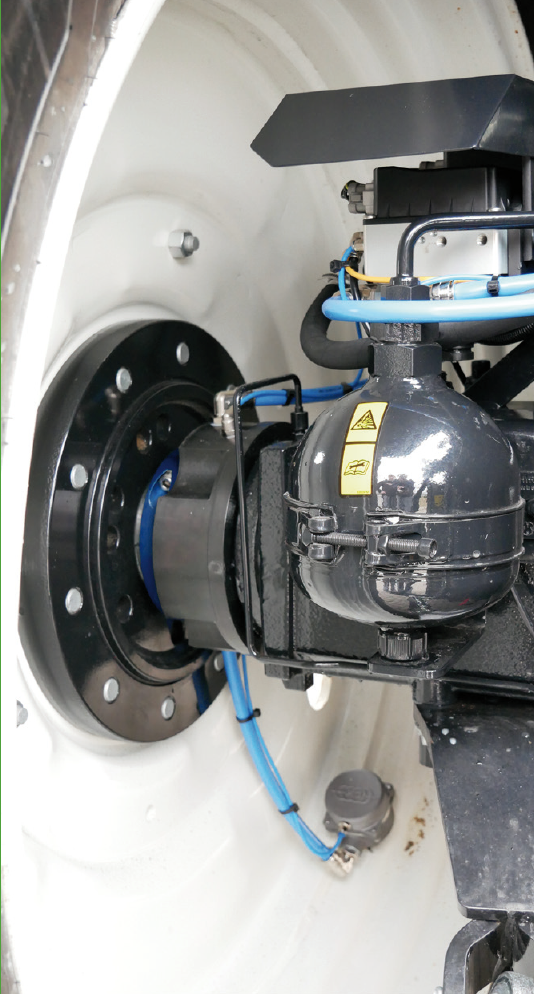
Système de joint tournant interne pour télégonflage.

Bien qu'un système de télégonflage implique des conduites pneumatiques supplémentaires, il existe des solutions permettant l'intégration de ces conduites sur l'intérieur de la roue. En 2019 seul le fabricant de tracteurs Fendt et l'entreprise PTG télégonflage proposent un système interne et non visible de l'extérieur.
D'autres solutions plus basiques existent, pour lesquelles les conduites passent par l'extérieur de la roue, comme c'est le cas pour les systèmes de l'entreprise autrichienne Terra-care .